# Bayer 04 Leverkusen Fußball 2014-2015

## Stagione
Nella stagione 2014-2015, il Bayer Leverkusen ha partecipato alla Bundesliga, alla UEFA Champions League e alla Coppa di Germania. In campionato è giunta quarta, nella Coppa nazionale è stata eliminata ai quarti di finale ai rigori dal Bayern Monaco mentre nella Champions League è stata eliminata agli ottavi di finale dall'Atlético Madrid dopo essere giunta seconda nel proprio girone. La stagione è stata l'ultima da capitano per Simon Rolfes che ha annunciato il suo ritiro al termine della stagione.
|  | Pos. | Squadra          | Pt | G  | V  | N  | P | GF | GS | DR  |
|  | ---- | ---------------- | -- | -- | -- | -- | - | -- | -- | --- |
|  | 4.   | Bayer Leverkusen | 61 | 34 | 17 | 10 | 7 | 62 | 37 | +25 |

## Maglie e sponsor
Lo sponsor che compare sulle maglie della società è Sunpower.
Lo sponsor tecnico è il marchio Tedesco Adidas.
|  | Casa |  | Trasferta |  | Terza Maglia |

## Rosa
| N. |                                 | Ruolo | Calciatore            |
| -- | ------------------------------- | ----- | --------------------- |
| 1  | Germania (bandiera)             | P     | Bernd Leno            |
| 3  | Germania (bandiera)             | C     | Stefan Reinartz       |
| 4  | Germania (bandiera)             | D     | Philipp Wollscheid    |
| 5  | Bosnia ed Erzegovina (bandiera) | D     | Emir Spahić           |
| 6  | Germania (bandiera)             | C     | Simon Rolfes          |
| 7  | Corea del Sud (bandiera)        | A     | Son Heung-min         |
| 8  | Germania (bandiera)             | C     | Lars Bender (vice)    |
| 9  | Svizzera (bandiera)             | A     | Josip Drmić           |
| 10 | Turchia (bandiera)              | C     | Hakan Çalhanoğlu      |
| 11 | Germania (bandiera)             | A     | Stefan Kießling       |
| 13 | Germania (bandiera)             | D     | Roberto Hilbert       |
| 14 | Grecia (bandiera)               | D     | Kyriakos Papadopoulos |
| 15 | Germania (bandiera)             | C     | Levin Öztunalı        |
| 16 | Croazia (bandiera)              | D     | Tin Jedvaj            |

| N. |                        | Ruolo | Calciatore         |  |
| -- | ---------------------- | ----- | ------------------ |  |
| 17 | Polonia (bandiera)     | D     | Sebastian Boenisch |  |
| 18 | Brasile (bandiera)     | D     | Wendell            |  |
| 19 | Germania (bandiera)    | C     | Julian Brandt      |  |
| 21 | Turchia (bandiera)     | D     | Ömer Toprak        |  |
| 22 | Stati Uniti (bandiera) | P     | David Yelldell     |  |
| 23 | Australia (bandiera)   | C     | Robbie Kruse       |  |
| 25 | Croazia (bandiera)     | P     | Dario Krešić       |  |
| 26 | Italia (bandiera)      | D     | Giulio Donati      |  |
| 27 | Germania (bandiera)    | C     | Gonzalo Castro     |  |
| 35 | Ucraina (bandiera)     | C     | Vladlen Jurčenko   |  |
| 36 | Germania (bandiera)    | P     | Niklas Lomb        |  |
| 37 | Germania (bandiera)    | C     | Maximilian Wagener |  |
| 38 | Germania (bandiera)    | C     | Karim Bellarabi    |  |

## Organigramma societario
Area direttiva
- Presidente: Wolfgang Holzhäuser
- Direttore delle Finanze: Fabian Otto
- Responsabile area Legale: Christine Bernard

Area comunicazione
- Responsabile area comunicazione: Meinolf Sprink

Area marketing
- Direttore operazioni commerciali: Simon Pallman
- Area strategica: Felix Duden

Area tecnica
- Direttore sportivo: Rudi Völler
- Allenatore: Roger Schmidt
- Preparatore/i atletico/i:  Dr. Holger Broich
- Preparatore dei portieri: Rüdiger Vollborn
- Assistenti allenatore:
- Medico sociale:

## Risultati

### Bundesliga

#### Girone di andata
| Arbitro: | Aytekin |

|  |           |                           |
|  | Marcatori | 1’ Bellarabi 90’ Kießling |

| Arbitro: | Stieler |

|                                                |           |                                |
| Jedvaj 50’ Spahić 62’ Brandt 74’ Bellarabi 86’ | Marcatori | 24’ (aut.) Jedvaj 60’ Schieber |

| Arbitro: | Dingert |

|                                   |           |                                    |
| Jedvaj 17’ Çalhanoğlu 63’ Son 73’ | Marcatori | 45’ Bartels 60’ Di Santo 85’ Prödl |

| Arbitro: | Aytekin |

|                                                 |           |           |
| Rodríguez 8’ (rig.), 63’ Vieirinha 45’ Hunt 81’ | Marcatori | 29’ Drmić |

| Arbitro: | Winkmann |

|         |           |  |
| Son 33’ | Marcatori |  |

| Friburgo in Brisgovia 27 settembre 2014, ore 15:30 CEST 6ª giornata | Friburgo | 0 – 0 referto | Bayer Leverkusen | Stadion an der Schwarzwaldstraße (23 500 spett.)\| Arbitro: \| Brych \| |
| Arbitro:                                                            | Brych    |               |                  |                                                                         |

| Arbitro: | Perl |

|                          |           |                         |
| Bender 42’ Bellarabi 90’ | Marcatori | 20’ Koç 87’ Stoppelkamp |

| Arbitro: | Zwayer |

|                                 |           |                          |
| Werner 57’ Klein 67’ Harnik 76’ | Marcatori | 4’, 9’ Son 41’ Bellarabi |

| Arbitro: | Gräfe |

|                |           |  |
| Çalhanoğlu 53’ | Marcatori |  |

| Arbitro: | Meyer |

|                          |           |  |
| van der Vaart 26’ (rig.) | Marcatori |  |

| Leverkusen 8 novembre 2014, ore 15:30 CET 11ª giornata | Bayer Leverkusen | 0 – 0 referto | Magonza | BayArena (29 714 spett.)\| Arbitro: \| Schmidt \| |
| Arbitro:                                               | Schmidt          |               |         |                                                   |

| Arbitro: | Fritz |

|              |           |                                    |
| Gülselam 60’ | Marcatori | 46’ Kießling 58’ Son 71’ Bellarabi |

| Arbitro: | Kinhöfer |

|                                                  |           |                   |
| Bellarabi 26’, 90’ Çalhanoğlu 61’ Drmić 79’, 88’ | Marcatori | 4’ (rig.) Lehmann |

| Arbitro: | Kircher |

|            |           |  |
| Ribéry 51’ | Marcatori |  |

| Arbitro: | Gagelmann |

|                |           |              |
| Çalhanoğlu 18’ | Marcatori | 39’ Brouwers |

| Arbitro: | Siebert |

|  |           |              |
|  | Marcatori | 79’ Kießling |

| Arbitro: | Stark |

|               |           |                  |
| Bellarabi 83’ | Marcatori | 36’ (rig.) Meier |

#### Girone di ritorno
| Leverkusen 31 gennaio 2015, ore 18:30 CET 18ª giornata | Bayer Leverkusen | 0 – 0 referto | Borussia Dortmund | BayArena (30 210 spett.)\| Arbitro: \| Kircher \| |
| Arbitro:                                               | Kircher          |               |                   |                                                   |

| Arbitro: | Drees |

|  |           |              |
|  | Marcatori | 49’ Kießling |

| Arbitro: | Sippel |

|                         |           |                |
| Selke 17’ Junuzović 29’ | Marcatori | 43’ Çalhanoğlu |

| Arbitro: | Dankert |

|                                 |           |                                  |
| Son 57’, 62’, 67’ Bellarabi 72’ | Marcatori | 6’, 29’, 64’, 90’ Dost 17’ Naldo |

| Arbitro: | Welz |

|                     |           |                       |
| Caiuby 59’ Hitz 90’ | Marcatori | 8’ Drmić 84’ Reinartz |

| Arbitro: | Hartmann |

|            |           |  |
| Rolfes 33’ | Marcatori |  |

| Arbitro: | Siebert |

|  |           |                               |
|  | Marcatori | 73’ Papadopoulos 84’, 90’ Son |

| Arbitro: | Stieler |

|                                          |           |  |
| Wendell 32’ Drmić 36’, 59’ Bellarabi 50’ | Marcatori |  |

| Arbitro: | Gagelmann |

|  |           |               |
|  | Marcatori | 35’ Bellarabi |

| Arbitro: | Gräfe |

|                                  |           |  |
| Castro 7’, 63’ Kießling 44’, 56’ | Marcatori |  |

| Arbitro: | Winkmann |

|                            |           |                                     |
| Koo 78’ (rig.), 90’ (rig.) | Marcatori | 15’ Son 59’ Kießling 73’ Çalhanoğlu |

| Arbitro: | Siebert |

|                                                     |           |  |
| Toprak 20’ Brandt 40’ Papadopoulos 49’ Kießling 70’ | Marcatori |  |

| Arbitro: | Aytekin |

|           |           |            |
| Finne 83’ | Marcatori | 60’ Brandt |

| Arbitro: | Dingert |

|                           |           |  |
| Çalhanoğlu 55’ Brandt 81’ | Marcatori |  |

| Arbitro: | Gagelmann |

|                                   |           |  |
| Kruse 50’ Herrmann 81’ Traoré 88’ | Marcatori |  |

| Arbitro: | Hartmann |

|                             |           |  |
| Çalhanoğlu 45’ Kießling 61’ | Marcatori |  |

| Arbitro: | Winkmann |

|                          |           |              |
| Seferović 4’ Madlung 39’ | Marcatori | 6’ Bellarabi |

### Coppa di Germania
| Arbitro: | Brand |

|  |           |                                                |
|  | Marcatori | 2’, 24’, 31’, 41’ (rig.), 59’ Kießling 82’ Son |

| Arbitro: | Siebert |

|                                                         |                      |                                                     |
| Siefkes 28’ Brandt 111’                                 | Marcatori            | 3’ Çalhanoğlu 116’ Papadopoulos                     |
| Hammann Bankert Puttkammer Hebisch Brandt Sowislo Fuchs | Tiri di rigore 4 – 5 | Spahić Kruse Toprak Kießling Brandt Öztunalı Jedvaj |

| Arbitro: | Winkmann |

|                               |           |  |
| Çalhanoğlu 102’ Kießling 113’ | Marcatori |  |

| Arbitro: | Zwayer |

|                                |                      |                                        |
| Drmić Bender Castro Çalhanoğlu | Tiri di rigore 3 – 5 | Müller Lewandowski Alonso Götze Thiago |

### Champions League

#### Turno preliminare
| Arbitro: | Carballo |

|                      |           |                                   |
| Zanka 9’ Amartey 13’ | Marcatori | 5’ Kießling 31’ Bellarabi 42’ Son |

| Arbitro: | Clattenburg |

|                                               |           |  |
| Son 2’ Çalhanoğlu 7’ Kießling 31’ (rig.), 65’ | Marcatori |  |

#### Fase a gironi
| Arbitro: | Královec |

|              |           |  |
| Moutinho 61’ | Marcatori |  |

| Arbitro: | Atkinson |

|                                            |           |            |
| Kießling 25’ Son 34’ Çalhanoğlu 64’ (rig.) | Marcatori | 62’ Salvio |

| Arbitro: | Kuipers |

|                             |           |  |
| Donati 58’ Papadopoulos 63’ | Marcatori |  |

| Arbitro: | Mallenco |

|            |           |              |
| Rondón 89’ | Marcatori | 68’, 73’ Son |

| Arbitro: | Tagliavento |

|  |           |             |
|  | Marcatori | 72’ Ocampos |

| Lisbona 9 dicembre 2014, ore 20:45 CET 6ª giornata | Benfica  | 0 – 0 referto | Bayer Leverkusen | Stadio da Luz (17 564 spett.)\| Arbitro: \| Kulbakov \| |
| Arbitro:                                           | Kulbakov |               |                  |                                                         |

#### Fase a eliminazione diretta
| Arbitro: | Královec |

|                |           |  |
| Çalhanoğlu 57’ | Marcatori |  |

| Arbitro: | Rizzoli |

|                                     |                      |                                          |
| Suárez 27’                          | Marcatori            |                                          |
| García Griezmann Suárez Koke Torres | Tiri di rigore 3 – 2 | Çalhanoğlu Rolfes Toprak Castro Kießling |

## Statistiche

### Statistiche di squadra
| Competizione           | Punti | In casa | In casa | In casa | In casa | In casa | In casa | In trasferta | In trasferta | In trasferta | In trasferta | In trasferta | In trasferta | Totale | Totale | Totale | Totale | Totale | Totale | DR  |
| Competizione           | Punti | G       | V       | N       | P       | Gf      | Gs      | G            | V            | N            | P            | Gf           | Gs           | G      | V      | N      | P      | Gf     | Gs     | DR  |
| ---------------------- | ----- | ------- | ------- | ------- | ------- | ------- | ------- | ------------ | ------------ | ------------ | ------------ | ------------ | ------------ | ------ | ------ | ------ | ------ | ------ | ------ | --- |
| Bundesliga             | 61    | 17      | 10      | 6       | 1       | 39      | 15      | 17           | 7            | 4            | 6            | 23           | 22           | 34     | 17     | 10     | 7      | 62     | 37     | +25 |
| Coppa di Germania      | -     | 2       | 1       | 1       | 0       | 2       | 0       | 2            | 1            | 1            | 0            | 8            | 2            | 4      | 2      | 2      | 0      | 10     | 2      | +8  |
| Champions League Qual. | -     | 1       | 1       | 0       | 0       | 4       | 0       | 1            | 1            | 0            | 0            | 3            | 2            | 2      | 2      | 0      | 0      | 7      | 2      | +5  |
| Champions League       | -     | 4       | 3       | 0       | 1       | 6       | 2       | 4            | 1            | 1            | 2            | 2            | 3            | 8      | 4      | 1      | 3      | 8      | 5      | +3  |
| Totale                 | -     | 24      | 15      | 7       | 2       | 51      | 17      | 24           | 10           | 6            | 8            | 36           | 29           | 48     | 25     | 13     | 10     | 87     | 46     | +41 |

### Andamento in campionato
| Giornata  | 1 | 2 | 3 | 4 | 5 | 6 | 7 | 8 | 9 | 10 | 11 | 12 | 13 | 14 | 15 | 16 | 17 | 18 | 19 | 20 | 21 | 22 | 23 | 24 | 25 | 26 | 27 | 28 | 29 | 30 | 31 | 32 | 33 | 34 |
| --------- | - | - | - | - | - | - | - | - | - | -- | -- | -- | -- | -- | -- | -- | -- | -- | -- | -- | -- | -- | -- | -- | -- | -- | -- | -- | -- | -- | -- | -- | -- | -- |
| Luogo     | T | C | C | T | C | T | C | T | C | T  | C  | T  | C  | T  | C  | T  | C  | C  | T  | T  | C  | T  | C  | T  | C  | T  | C  | T  | C  | T  | C  | T  | C  | T  |
| Risultato | V | V | N | P | V | N | N | N | V | P  | N  | V  | V  | P  | N  | V  | N  | N  | V  | P  | P  | N  | V  | V  | V  | V  | V  | V  | V  | N  | V  | P  | V  | P  |
| Posizione | 1 | 1 | 1 | 5 | 2 | 3 | 4 | 6 | 5 | 5  | 6  | 4  | 3  | 4  | 3  | 4  | 3  | 6  | 5  | 6  | 6  | 6  | 4  | 4  | 4  | 4  | 4  | 4  | 3  | 4  | 4  | 4  | 4  | 4  |

Legenda:

Luogo: C = Casa; T = Trasferta. Risultato: V = Vittoria; N = Pareggio; P = Sconfitta.

### Statistiche dei giocatori
| Giocatore       | Bundesliga | Bundesliga | Bundesliga  | Bundesliga | Coppa di Germania | Coppa di Germania | Coppa di Germania | Coppa di Germania | Champions League Qual. | Champions League Qual. | Champions League Qual. | Champions League Qual. | Champions League | Champions League | Champions League | Champions League | Totale   | Totale | Totale      | Totale     |
| Giocatore       | Presenze   | Reti       | Ammonizioni | Espulsioni | Presenze          | Reti              | Ammonizioni       | Espulsioni        | Presenze               | Reti                   | Ammonizioni            | Espulsioni             | Presenze         | Reti             | Ammonizioni      | Espulsioni       | Presenze | Reti   | Ammonizioni | Espulsioni |
| --------------- | ---------- | ---------- | ----------- | ---------- | ----------------- | ----------------- | ----------------- | ----------------- | ---------------------- | ---------------------- | ---------------------- | ---------------------- | ---------------- | ---------------- | ---------------- | ---------------- | -------- | ------ | ----------- | ---------- |
| D. Krešić       | -          | -          | -           | -          | -                 | -                 | -                 | -                 | -                      | -                      | -                      | -                      | -                | -                | -                | -                | -        | -      | -           | -          |
| B. Leno         | 34         | 0          | 1           | 0          | 4                 | 0                 | 0                 | 0                 | 2                      | 0                      | 0                      | 0                      | 8                | 0                | 0                | 0                | 48       | 0      | 1           | 0          |
| D. Yelldell     | -          | -          | -           | -          | -                 | -                 | -                 | -                 | -                      | -                      | -                      | -                      | -                | -                | -                | -                | -        | -      | -           | -          |
| L. Boeder       | -          | -          | -           | -          | -                 | -                 | -                 | -                 | -                      | -                      | -                      | -                      | -                | -                | -                | -                | -        | -      | -           | -          |
| S. Boenisch     | 12         | 0          | 2           | 0          | 2                 | 0                 | 0                 | 0                 | 2                      | 0                      | 0                      | 0                      | 3                | 0                | 2                | 0                | 19       | 0      | 4           | 0          |
| G. Donati       | 8          | 0          | 1           | 1          | 2                 | 0                 | 0                 | 0                 | 1                      | 0                      | 1                      | 0                      | 5                | 1                | 1                | 0                | 16       | 1      | 3           | 1          |
| R. Hilbert      | 23         | 0          | 6           | 0          | 3                 | 0                 | 0                 | 0                 | -                      | -                      | -                      | -                      | 4                | 0                | 1                | 0                | 30       | 0      | 7           | 0          |
| T. Jedvaj       | 22         | 2          | 6           | 1          | 2                 | 0                 | 1                 | 0                 | 2                      | 0                      | 1                      | 0                      | 3                | 0                | 0                | 0                | 29       | 2      | 8           | 1          |
| K. Papadopoulos | 14         | 2          | 5           | 0          | 2                 | 1                 | 2                 | 0                 | 1                      | 0                      | 0                      | 0                      | 3                | 1                | 2                | 0                | 20       | 4      | 9           | 0          |
| Ö. Toprak       | 29         | 1          | 10          | 0          | 3                 | 0                 | 2                 | 0                 | 2                      | 0                      | 1                      | 0                      | 7                | 0                | 1                | 1                | 41       | 1      | 14          | 1          |
| Wendell         | 26         | 1          | 8           | 0          | 3                 | 0                 | 0                 | 0                 | -                      | -                      | -                      | -                      | 5                | 0                | 2                | 1                | 34       | 1      | 10          | 1          |
| K. Bellarabi    | 33         | 12         | 5           | 0          | 3                 | 0                 | 0                 | 0                 | 2                      | 1                      | 1                      | 0                      | 8                | 0                | 1                | 0                | 46       | 13     | 7           | 0          |
| L. Bender       | 26         | 1          | 5           | 0          | 2                 | 0                 | 1                 | 0                 | -                      | -                      | -                      | -                      | 7                | 0                | 1                | 0                | 35       | 1      | 7           | 0          |
| J. Brandt       | 25         | 4          | 0           | 0          | 4                 | 0                 | 0                 | 0                 | 1                      | 0                      | 0                      | 0                      | 5                | 0                | 0                | 0                | 35       | 4      | 0           | 0          |
| H. Çalhanoğlu   | 33         | 8          | 3           | 0          | 4                 | 2                 | 0                 | 0                 | 2                      | 1                      | 0                      | 0                      | 8                | 2                | 1                | 0                | 47       | 13     | 4           | 0          |
| G. Castro       | 22         | 2          | 4           | 0          | 3                 | 0                 | 1                 | 0                 | 2                      | 0                      | 0                      | 0                      | 5                | 0                | 1                | 0                | 32       | 2      | 6           | 0          |
| R. Kruse        | 4          | 0          | 0           | 0          | 1                 | 0                 | 0                 | 0                 | -                      | -                      | -                      | -                      | 2                | 0                | 0                | 0                | 7        | 0      | 0           | 0          |
| S. Reinartz     | 17         | 1          | 2           | 0          | -                 | -                 | -                 | -                 | 1                      | 0                      | 0                      | 0                      | 3                | 0                | 0                | 0                | 21       | 1      | 2           | 0          |
| S. Rolfes       | 24         | 1          | 4           | 0          | 3                 | 0                 | 0                 | 0                 | 2                      | 0                      | 0                      | 0                      | 4                | 0                | 0                | 0                | 33       | 1      | 4           | 0          |
| V. Jurčenko     | 3          | 0          | 0           | 0          | -                 | -                 | -                 | -                 | -                      | -                      | -                      | -                      | -                | -                | -                | -                | 3        | 0      | 0           | 0          |
| J. Drmić        | 25         | 6          | 1           | 0          | 4                 | 0                 | 0                 | 0                 | 2                      | 0                      | 0                      | 0                      | 7                | 0                | 0                | 0                | 38       | 6      | 1           | 0          |
| S. Kießling     | 34         | 9          | 4           | 0          | 4                 | 6                 | 1                 | 0                 | 2                      | 3                      | 0                      | 0                      | 8                | 1                | 2                | 0                | 48       | 19     | 7           | 0          |
| H. Son          | 30         | 11         | 4           | 0          | 2                 | 1                 | 0                 | 1                 | 2                      | 2                      | 0                      | 0                      | 8                | 3                | 0                | 0                | 42       | 17     | 4           | 1          |
| L. Öztunalı     | 6          | 0          | 0           | 0          | 1                 | 0                 | 0                 | 0                 | -                      | -                      | -                      | -                      | 1                | 0                | 1                | 0                | 8        | 0      | 1           | 0          |
| E. Spahić       | 22         | 1          | 5           | 2          | 4                 | 0                 | 1                 | 0                 | 2                      | 0                      | 0                      | 0                      | 8                | 0                | 3                | 0                | 36       | 1      | 9           | 2          |